# Aprem Mooken
Aprem Mooken (ur. 13 czerwca 1940 w Triśur, zm. 7 lipca 2025 tamże) – duchowny Asyryjskiego Kościoła Wschodu, od 1968 do 2025 biskup metropolita Indii, a tym samym zwierzchnik Asyryjskiego Kościoła Wschodu w Indiach. Sakrę otrzymał 21 czerwca 1968 roku.